# ATP Studena Croatia Open Umag 2009
ATP Studena Croatia Open Umag 2009 — тенісний турнір, що проходив на ґрунтових кортах у місті Умаг, Хорватія з 27 липня . Належав до категорії ATP World Tour 250.

## Фінальна частина

### Одиночний розряд
Микола Давиденко —  Хуан Карлос Ферреро 6–3, 6–0

### Парний розряд
Франтішек Чермак /  Міхал Мертиняк —  Юган Брунстрем /  Жан-Жульєн Роєр 6–4, 6–4